# IIBR-100
IIBR-100 ويُعرف أيضًا باسم آي آي بي آر-100، هو لقاح مرشح ضد مرض فيروس كورونا، يعمل «المعهد الإسرائيلي للبحوث البيولوجية» التابع لوزارة الصحة الإسرائيلية على تطويره وإنتاجه بتقنية الناقلات الفيروسية، وهو مخصص للإعطاء عن طريق الحقن العضلي.